# Johann Christoph Spiess
Johann Christoph Spiess, auch Johann Christoph Spieß,  (* 26. August 1771 in Dillenburg; † 30. September 1829 in Frankfurt am Main) war ein deutscher reformierter Pfarrer und Konsistorialrat in Frankfurt am Main.

## Leben
Spiess besuchte das Dillenburger Gymnasium und studierte ab 1788 an der Hohen Schule Herborn Theologie. Nach dem Examen wurde er Pfarrer in Elberfeld, 1798 in Alpen am Niederrhein und 1799 in Duisburg. Er befürwortete eine Bekenntnisunion der protestantischen Kirchen und veröffentlichte 1808 seinen Versuch einer protestantischen Kirchenordnung nach den Bedürfnissen unserer Zeit. 1813 berief ihn die deutsch-reformierte Gemeinde in Frankfurt zu ihrem Pfarrer; er blieb in diesem Amt bis an sein Lebensende. Im gleichen Jahr wurde er zum Dr. theol. promoviert.
Schon 1800 hatte der Senior des lutherischen Predigerministeriums, Wilhelm Friedrich Hufnagel, für eine Vereinigung der lutherischen und reformierten Gemeinden Frankfurts plädiert. Die 1816 in Kraft getretene Konstitutionsergänzungsakte stellte alle christlichen Konfessionen rechtlich gleich. Sie schuf eine einheitliche Kirchenverfassung für die Freie Stadt Frankfurt, die den Gemeinden staatlichen Schutz gewährte und sie zugleich unter die Oberaufsicht des Staates stellte. 1817 wurde Spiess in die Gesetzgebende Versammlung der Freien Stadt Frankfurt gewählt.
Die Feiern zum 300-jährigen Jubiläum der Reformation, zu denen Spiess in der lutherischen Katharinenkirche predigte, gaben den Unionsbemühungen 1817 zusätzlichen Schwung. Allerdings regten sich auch konfessionelle Widerstände gegen eine Vereinigung, sowohl bei Lutheranern als auch bei Reformierten. Die beiden reformierten Pfarrer Spiess und Passavant betonten die Notwendigkeit der gerade erst errungenen Unabhängigkeit der Kirche vom Staat. 1818 berief der Senat der Freien Stadt Frankfurt deshalb ein reformiertes Konsistorium, neben dem bereits seit dem 16. Jahrhundert bestehenden lutherischen Konsistorium.
In den Nachbarstaaten machte die Vereinigung der protestantischen Kirchen raschere Fortschritte: Im Herzogtum Nassau schlossen sich durch herzogliches Edikt vom 11. August 1817 die protestantischen Konfessionen zu einer evangelisch-christlichen Kirche zusammen. In der ehemaligen Grafschaft Hanau kam es 1818 zur Hanauer Union. In Frankfurt forderte das Predigerministerium jedoch erst am 19. Juni 1822 die zuständigen Gremien, den lutherischen Gemeindevorstand und die Presbyterien der deutsch-reformierten und der französisch-reformierten Gemeinde, zur Bildung einer zwölfköpfigen Kommission auf, welche die Grundlage für eine Vereinigung erarbeiten sollte.
Spiess wurde zusammen mit zwei Presbytern der deutsch-reformierten Gemeinde Mitglied der Kommission. Mit dem lutherischen Pfarrer Alexander Stein und dem Vorsitzenden der Kommission, Johann Friedrich von Meyer gehörte Spiess wohl zu den treibenden Kräften ihrer Arbeit. Nach 19 Sitzungen legte die Kommission am 8. Juli 1826 die „Grundzüge der Verfassung und Ordnung einer vereinigten evangelischen Kirche der Stadt Frankfurt und ihres Gebietes“ vor. Der Entwurf sah die Bildung von acht unierten Gemeinden vor; sechs davon sollten aus der bisherigen lutherischen Einheitsgemeinde, jeweils eine aus der deutsch-reformierten und der französisch-reformierten Gemeinde hervorgehen. Der Versuch einer modernen Kirchenverfassung scheiterte 1828 vor allem an Finanzfragen, da die lutherische Gemeinde weitgehend mittellos war. Die Kommission hatte mit der Stadt keine Gespräche über die Finanzierung der 12 lutherischen Prediger und den Unterhalt der sechs lutherischen Kirchen geführt. Erst 1830 wurde die Finanzierung der lutherischen Gemeinde im Dotationsvertrag verbindlich gesichert, während die vermögenden reformierten Gemeinden stets finanziell von der Stadt unabhängig gewesen waren.
Trotz des aus finanziellen Gründen gescheiterten Zusammenschlusses kam es in theologischen Fragen zu einer engen Zusammenarbeit der protestantischen Konfessionen. 1825 legten die Gemeinden erstmals ein gemeinsames, auf Spiess’ Initiative entstandenes evangelisches Gesangbuch für Frankfurt vor. Es umfasste 860 Lieder, darunter neben traditionellen evangelischen Kirchenliedern viele neue oder überarbeitete mit Texten, beispielsweise von Johann Caspar Lavater, Novalis sowie den Frankfurter Theologen Remigius Fresenius (1777–1820), Spiess und Meyer. Zur Bildung einer gemeinsamen Frankfurter Landeskirche kam es erst 1899.
Spiess war der Vater des Arztes Gustav Adolph Spiess.

## Werke
- Versuch einer protestantischen Kirchenordnung nach den Bedürfnissen unserer Zeit, 1808
- Denkmäler oder Predigten der Jahre 1814 und 1815, 1815
- Gesangbuch für den öffentlichen Gottesdienst der evangelisch-protestantischen Gemeinden der freien Stadt Frankfurt (als Herausgeber), 1825